# 슬룬

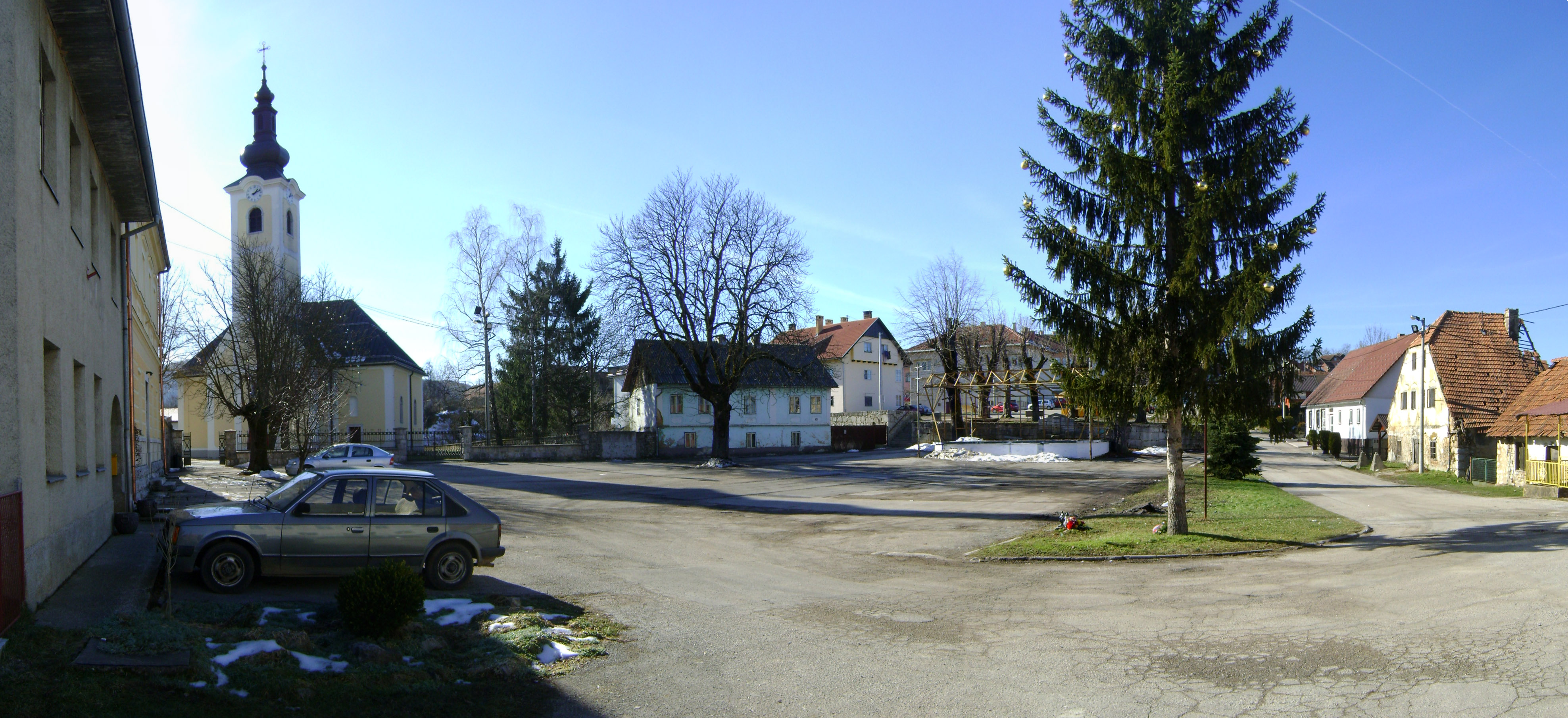
슬룬 즈린스키(Zrinski) 광장

슬룬(크로아티아어: Slunj, 헝가리어: Szluin 슬루인[*], 라틴어: Slovin 슬로빈[*])은 크로아티아 카를로바츠주에 위치한 도시로 면적은 392.54km2, 높이는 258m, 인구는 5,076명(2011년 기준), 인구 밀도는 13명/km2이다.
크로아티아 중부의 산악 지대에 위치하며 북쪽에 위치한 아드리아해, 남쪽에 위치한 카를로바츠, 플리트비체 국립공원의 중간 지점에 위치한다. 보스니아 헤르체고비나 국경과 가까운 지점에 위치한 코르둔 지방의 문화적, 사회적 중심지 역할을 한다. 슬룬의 주요 명소로는 작은 폭포, 물레방아로 유명한 라스토케(Rastoke)가 있다.